# Orlando Brito
Orlando Péricles Brito de Oliveira (Janaúba, 8 de fevereiro de 1950 – Taguatinga, 11 de março de 2022) foi um fotojornalista brasileiro. Em quase sessenta anos de carreira, retratou cenas da política nacional. Também acompanhou questões sociais, indígenas e eventos esportivos, cobrindo eventos em mais de sessenta países.

## Biografia
A família de Orlando mudou-se de Minas Gerais para a região do Distrito Federal em 1956, para trabalhar na construção da nova capital. Iniciou a carreira aos 14 anos, como laboratorista para o jornal Última Hora; aos 17 anos já era fotógrafo profissional, cobrindo a falta de um colega.
Brito captou momentos da história política brasileira, acompanhando presidentes, parlamentares e militares em eventos oficiais mas também nos bastidores, com um olhar crítico, desafiando a censura oficial da ditadura militar. Dentre alguns de seus registros estão:
- a foto do soldado em guarda na frente do Congresso Nacional, em 13 de dezembro de 1968, data da promulgação do AI-5;  Brito focou os coturnos em primeiro plano;[4]

- a foto do plenário da Câmara vazio, com o fechamento do Congresso em 1977 pelo Pacote de Abril promulgado pelo presidente Ernesto Geisel;[5]
- a 'dança das cadeiras', registro de 1982 de  uma reunião entre o presidente João Baptista Figueiredo, Delfim Netto, Golbery do Couto e Silva e Newton Cruz;[6]
- o último retrato de Ulysses Guimarães, em silhueta, meses antes de seu desaparecimento no mar em outubro de 1992.[7]

Trabalhou para o jornal O Globo entre 1968 e 1982, para o  Jornal do Brasil, para as revistas Veja (entre 1982 e 1998) e Caras.  Por fim, fundou a agência ObritoNews. Em 2016, foi um dos fundadores do site Os Divergentes, com Helena Chagas, Andrei Meireles e Itamar Garcez.
Foi o primeiro fotógrafo brasileiro a ganhar o prêmio World Press Photo em 1979, na categoria sequência fotográfica. Ganhou o Prêmio Abril de Fotografia por onze vezes, tornando-se hors-concours. Recebeu uma bolsa da Fundação Vitae em 1991.

## Morte
Brito morreu em 11 de março, no Hospital Regional de Taguatinga, por complicações decorrentes de uma cirurgia no intestino.

## Livros publicados
- 1981 - Perfil do Poder
- 1992 - Senhoras e Senhores
- 1996 - Brasil: de Castello a Fernandos
- 2002 - Poder, Glória e Solidão
- 2003 - Iluminada Capital
- 2006 - Corpo e Alma